# Hl-Signalsystem

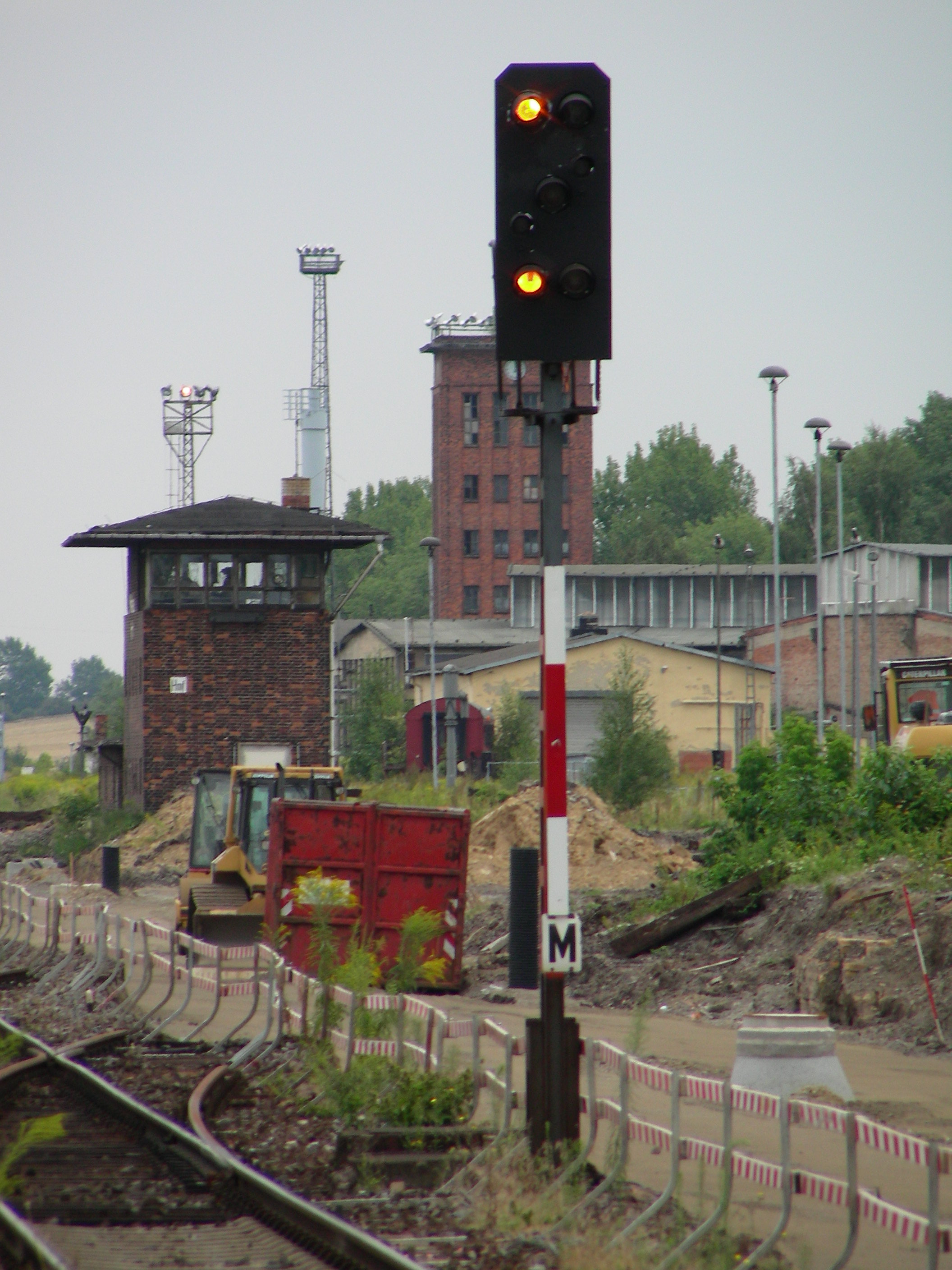
Hl-Signal zeigt Signalbild Hl 12a

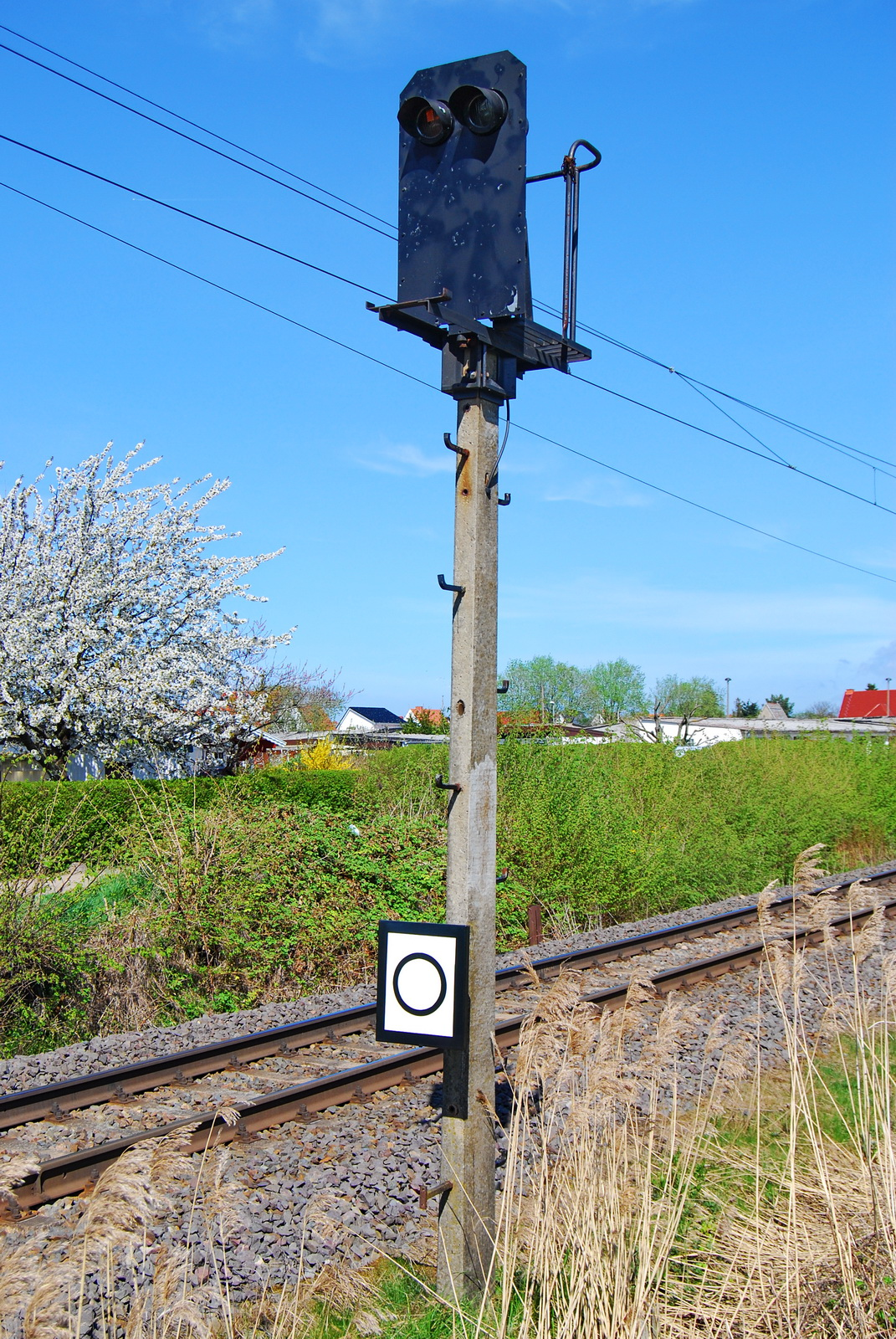
Hl-Vorsignal hier als Vorsignalwiederholer

Hl-Signale (sprich: H-L) sind Eisenbahnsignale, die seit 1959 von der Deutschen Reichsbahn (DR) als Haupt- und Vorsignale eingesetzt wurden. Die Abkürzung Hl steht für Hauptlichtsignal.
Im Rahmen der Entwicklung von Tageslichtsignalen als Ersatz für die veralteten Formsignale einigten sich die Eisenbahnverwaltungen der Organisation für die Zusammenarbeit der Eisenbahnen (OSShD) auf dieses weitgehend vereinheitlichte Signalsystem. Es ist durch die Zusammenfassung von Vor- und Hauptsignalfunktion als Mehrabschnittssignal auf einem einzigen Signalschirm gekennzeichnet. Die Signalisierung der erlaubten Höchstgeschwindigkeit erfolgt durch unterschiedliche Anordnung farbiger Lichter (unten Hauptsignalbegriff und oben Vorsignalbegriff). Die Einführung der Hl-Signale bei der Deutschen Reichsbahn erfolgte sowohl im Zuge von Stellwerksneubauten, bei Modernisierungsarbeiten von bestehenden Stellwerken und auch durch Ersatz einzelner Formsignale. Insbesondere mechanische Einfahrvorsignale mit langem Stellweg wurden schon seit den 1960er Jahren durch Lichtsignale ersetzt. Im Gegensatz zur Deutschen Bundesbahn (DB) wurden bei der DR auch Stellwerke der Altbauformen in unterschiedlichem Umfang mit Lichtsignalen ausgerüstet, so dass sie vor der Einführung des Ks-Systems die am weitesten verbreitete Bauform darstellten. Auch Neubauten von elektromechanischen und (selten) mechanischen Stellwerken wurden in der Regel mit Hl-Signalen ausgerüstet.

## Signalbilder
Die ab dem Signalstandort gültige Geschwindigkeit wird durch die Lichtpunkte im unteren Teil des Signalschirms angezeigt. Hier bedeuten: 
- rot: Halt
- ein gelbes Licht („gelb 2“): 40 km/h.
Mit zusätzlichen Lichtstreifen wird diese Geschwindigkeit erhöht: 
  - mit gelbem Lichtstreifen auf 60 km/h
  - mit grünem Lichtstreifen auf 100 km/h.
- kein Licht: Streckengeschwindigkeit

Die am nachfolgenden Signal zu erwartende Höchstgeschwindigkeit wird durch den oberen Lichtpunkt signalisiert. Hier bedeutet: 
- gelbes Standlicht („gelb 1“): „Halt erwarten“
- gelb blinkend „Fahrt mit 40 oder 60 km/h erwarten“
- grün blinkend „Fahrt mit 100 km/h erwarten“
- grünes Standlicht „Fahrt mit Höchstgeschwindigkeit erwarten“.

Die am nächsten Signal zu erwartende Geschwindigkeit wird auch dann angezeigt, wenn zwischen dem Signalstandort und dem nachfolgenden Signal eine niedrigere Geschwindigkeit zulässig ist (diese ist im unteren Signalbereich erkennbar). Folgt kein Hauptsignal im Bremswegabstand, dann entfallen Gelb 1 und grünes Blinklicht. In diesem Fall wird mit jedem Fahrtbegriff das oben liegende grüne Licht gezeigt. Hl-Signale, die nur als Vorsignale verwendet werden, nur zwei (obere) Lampen, Gelb 1 und Grün. Besondere Vorsignalbegriffe existieren hingegen nicht, die Bedeutung der Signalbegriffe ist immer gleich. 
Durch die Kombination von vier Teilbegriffen der Vorsignalfunktion (Halt, 40 oder 60 km/h, 100 km/h und Streckengeschwindigkeit) und vier Teilbegriffen der Hauptsignalfunktion (40 km/h, 60 km/h, 100 km/h und Streckengeschwindigkeit) ergeben sich zusammen mit dem Haltbegriff insgesamt 17 verschiedene Signalbilder, (Hl 1 bis Hl 12b plus Haltbegriff Hl 13, nach 1990 im einheitlichen Hauptsignalhaltbegriff Hp 0 aufgegangen).
Signallaternen für Lichtpunkte, die an einem Signalstandort nicht benötigt werden, werden nicht eingebaut und die Öffnungen im Signalschirm durch Blindabdeckungen verschlossen.
Es gibt seit Mitte der 1960er Jahre zwei Bauarten von Hl-Signalschirmen. Die kleinere mit bis zu vier Hauptsignallaternen wird für Blocksignale beim automatischen Streckenblock ohne verkürzte Bremswegabstände, für Vorsignale und für Hauptsignale, die keinen Hauptsignalfahrtbegriff zeigen können, beispielsweise als Begrenzung einer Einfahrstraße, angewendet, die größere mit bis zu fünf Haupt- und zwei Nebensignallaternen in allen übrigen Fällen. Doppelfadenlampen werden nur für den Haltbegriff bei Zwerghauptsignalen verwendet. Die Rotlaterne ist mit Ausnahme von Signalen in EZMG-Stellwerken wegen der Ausfallsicherheit und für mit dem Hauptrot identische Sichtbarkeit verdoppelt. Fällt eine andere Laterne aus, wird der mögliche nächstniederige Signalbegriff angeschaltet. Betrifft es gelb 1 oder 2, bleibt das Signal in Haltstellung. Wegen der im Verhältnis zum Haltbegriff deutlich kürzeren Leuchtzeit und der langen Haltbarkeit der Flachkernwendellampen ist das Fehlen von Ersatzfäden für die Fahrtbegriffe vertretbar.
Da die zusätzlich angebrachten farbigen Lichtstreifen die Geschwindigkeit von 40 km/h auf 60 km/h (gelb) und auf 100 km/h (grün) erhöhen, stellt die geringere Erkennbarkeit der Lichter kein Sicherheitsrisiko dar.
Der Geltungsbereich der signalisierten Geschwindigkeiten (bei Einfahr- und Zwischensignalen bis zum planmäßigen Halteplatz des Zuges oder dem nächsten Hauptsignal, bei Ausfahrsignalen bis zum Ende des anschließenden Weichenbereichs) entspricht dem der übrigen Signalsysteme in Deutschland.

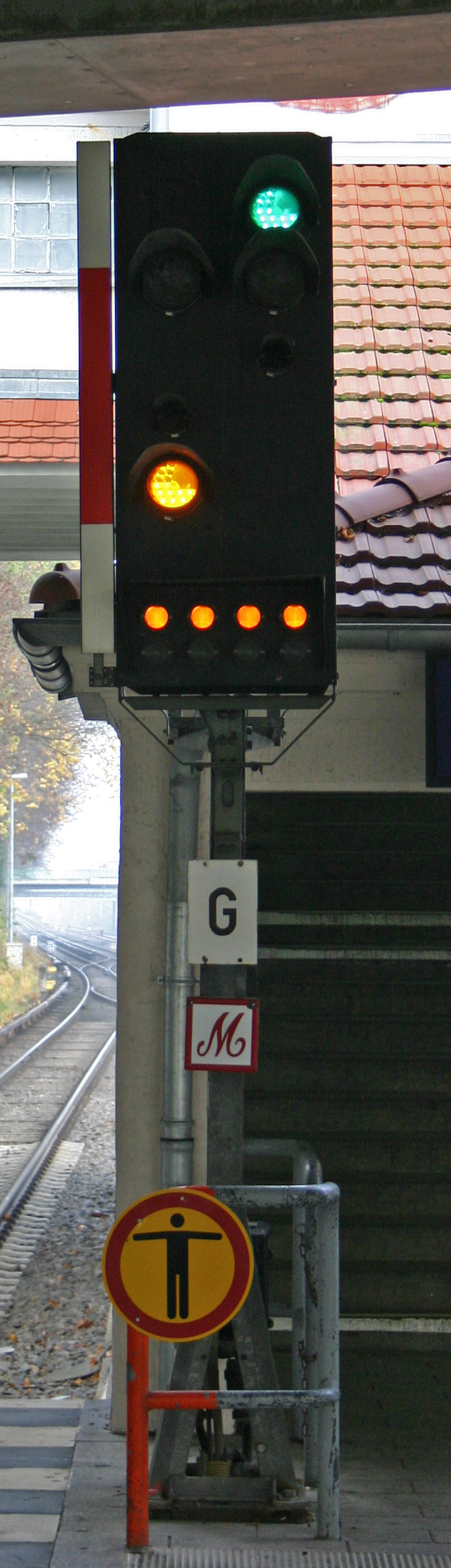
Hl-Signal im Kompaktschirm in Hohen Neuendorf (b Berlin)

Bei Stellwerken von ausländischen Herstellern wurden meist deren Signalbauarten verwendet, jedoch dem deutschen Hl-System angepasst. Beispiele dafür sind die typischen Signale der EZMG-Stellwerke mit dem Ausleger für das zweite Licht des Rangierfahrtsignals, aus der Tschechoslowakei importierte Stellwerksanlagen im Braunkohlenbergbau mit aus einzelnen, quadratischen Signallaternen zusammengesetzten Signalschirmen oder von bundesdeutschen Herstellern gelieferte Stellwerke im ehemaligen West-Berlin. Gut zu erkennen im Bahnhof Berlin-Marienfelde, auch mit extra entwickelten Lichtstreifen und der dafür notwendigen Ansteuerung.
Wird ein Hl-Signal als Hauptsignal verwendet, dann erhält es das jeweils zutreffende Mastschild, wobei rote und weiß-schwarz-weiß-schwarz-weiße nur noch auf den Strecken der Berliner Gleichstrom-S-Bahn angewendet werden. Reine Vorsignale (die keinen Haltbegriff zeigen können) werden unabhängig von der möglichen Anzahl der Signalbegriffe durch die Vorsignaltafel Ne 2 gekennzeichnet. Vorsignalwiederholer erhalten eine weiße quadratische Tafel mit schwarzem Rand und schwarzem Ring und werden nicht durch Vorsignalbaken angekündigt. Die mit den Ks-Signalen eingeführte Kennzeichnung von Hauptsignalen mit Vorsignalisierung durch ein gelbes, nach unten weisendes Dreieck unter dem Mastschild wurde zeitgleich auch bei Hl-Signalen eingeführt.
Im Bahnbetrieb des Bergbaues, insbesondere im Braunkohlenbergbau, gibt es eine nicht in das System passende Ausnahme. Weil dort die zulässigen Geschwindigkeiten deutlich unter 100 km/h liegen, ist grünes Blinklicht in seiner ursprünglichen Bedeutung nicht notwendig. Zur Aufwandsreduzierung führte man den Signalbegriff Hl 4a ein, der mit grünem Blinklicht „Halt erwarten“ signalisiert. Die Anwendung dieses Begriffes erspart das Ausrüsten der betroffenen Signale mit einer gelb- (reine Vorsignale) oder gelb-1-Laterne (Hauptsignale mit Vorsignalisierung).
Nach der Deutschen Wiedervereinigung entstand die Notwendigkeit, die unterschiedlichen Signalsysteme in den östlichen und westlichen Bundesländern zu vereinheitlichen. Statt das Hl- oder das in Westdeutschland übliche H/V-Signalsystem in ganz Deutschland einzuführen, entschloss sich der gemeinsame Vorstand der Deutschen Reichsbahn und Bundesbahn zur Entwicklung des neuen Ks-Signalsystems. Dieses kommt im Gegensatz zum Hl-System mit weniger Lichtpunkten aus, erlaubt mit dem Zs 3 eine breitere Differenzierung der zulässigen Geschwindigkeiten und steht mit den bestehenden Signalsystemen nicht im Widerspruch. Der letzte Punkt – das Signalbild Hl 3a (Fahrt mit 40 km/h, dann mit Höchstgeschwindigkeit) ist für Triebfahrzeugpersonal nicht von Hp 2 als Lichtsignal des H/V-Systems (Langsamfahrt) zu unterscheiden und sieht abgesehen vom nicht vorhandenen Mastschild dem Lichtsignalbegriff Vr 2 (Langsamfahrt erwarten) ähnlich – betraf bei der Einführung des Hl-Signalsystems auch die Deutsche Reichsbahn und hätte wie damals durch Tauschen des gelben und grünen Lichtpunktes bei Vr 2 der H/V-Vorsignale gelöst werden können. Im Vergleich zum Ks-System bietet das Hl-System zwar weniger signalisierbare Geschwindigkeitsstufen, doch dafür sind die Signalbegriffe durch den Verzicht auf Ziffern aus deutlich größerer Entfernung zweifelsfrei erkennbar. Ein Übergang zwischen Hl- und Ks-Signalisierung ist auch innerhalb der Vorsignalisierung konfliktfrei möglich.
Für elektronische Stellwerke wurden keine Ansteuerungen für Hl-Signale entwickelt, für bisherige Stellwerkstechnik keine für Ks-Signale.

### Übersicht
Das Hl-Signalsystem enthält folgende Signalbilder: 1
|                                                          |                                                             |                                                         |                                                         |
| Hl 1 Fahrt mit Höchstgeschwindigkeit                     | Hl 2 Fahrt mit 100 km/h, dann mit Höchstgeschwindigkeit     | Hl 3a Fahrt mit 40 km/h, dann mit Höchstgeschwindigkeit | Hl 3b Fahrt mit 60 km/h, dann mit Höchstgeschwindigkeit |
|                                                          |                                                             |                                                         |                                                         |
| Hl 4 Höchstgeschwindigkeit auf 100 km/h ermäßigen        | Hl 5 Fahrt mit 100 km/h                                     | Hl 6a Fahrt mit 40 km/h, dann mit 100 km/h              | Hl 6b Fahrt mit 60 km/h, dann mit 100 km/h              |
|                                                          |                                                             |                                                         |                                                         |
| Hl 7 Höchstgeschwindigkeit auf 40 oder 60 km/h ermäßigen | Hl 8 Geschwindigkeit 100 km/h auf 40 oder 60 km/h ermäßigen | Hl 9a Fahrt mit 40 km/h, dann mit 40 oder 60 km/h       | Hl 9b Fahrt mit 60 km/h, dann mit 40 oder 60 km/h       |
|                                                          |                                                             |                                                         |                                                         |
| Hl 10 Halt erwarten                                      | Hl 11 Geschwindigkeit 100 km/h ermäßigen Halt erwarten      | Hl 12a Geschwindigkeit 40 km/h ermäßigen Halt erwarten  | Hl 12b Geschwindigkeit 60 km/h ermäßigen Halt erwarten  |
|                                                          |                                                             |                                                         |                                                         |
| Hp 0 (früher Hl 13) Halt (Hauptrot)                      | Hp 0 (früher Hl 13) Halt (Ersatzrot)                        |                                                         |                                                         |

Die gemeinsame Vorsignalisierung von 40 und 60 km/h mit gelbem Blinklicht ist vertretbar, weil das Einregeln der konkreten Geschwindigkeit innerhalb der Mindestsichtbarkeit des Hauptsignalbegriffes möglich ist. Eine Differenzierung über den Blinktakt, wie sie die ČSD einführten, erwies sich als unnötig. 

### Zusatzsignale
|                            |                                 |                                   |                                            |                                                    |                                            |                                 |                         |           |
| Hp 0 mit Zs 1 Ersatzsignal | Hl 1 mit Zs 2 Richtungsanzeiger | Hl 3a mit Zs 6 Gegengleisanzeiger | Hp 0 mit Zs 8 Gegengleisfahrt-Ersatzsignal | Hl 12a mit Zs 13 Stumpfgleis- und Frühhaltanzeiger | Hp 0 mit Ra 12 (DV 301) Rangierfahrtsignal | Hl 1 mit Zp 10 Türen schließen! | Hl 1 mit Zp 9 Abfahren! | Kennlicht |